# 아프리카의 미술

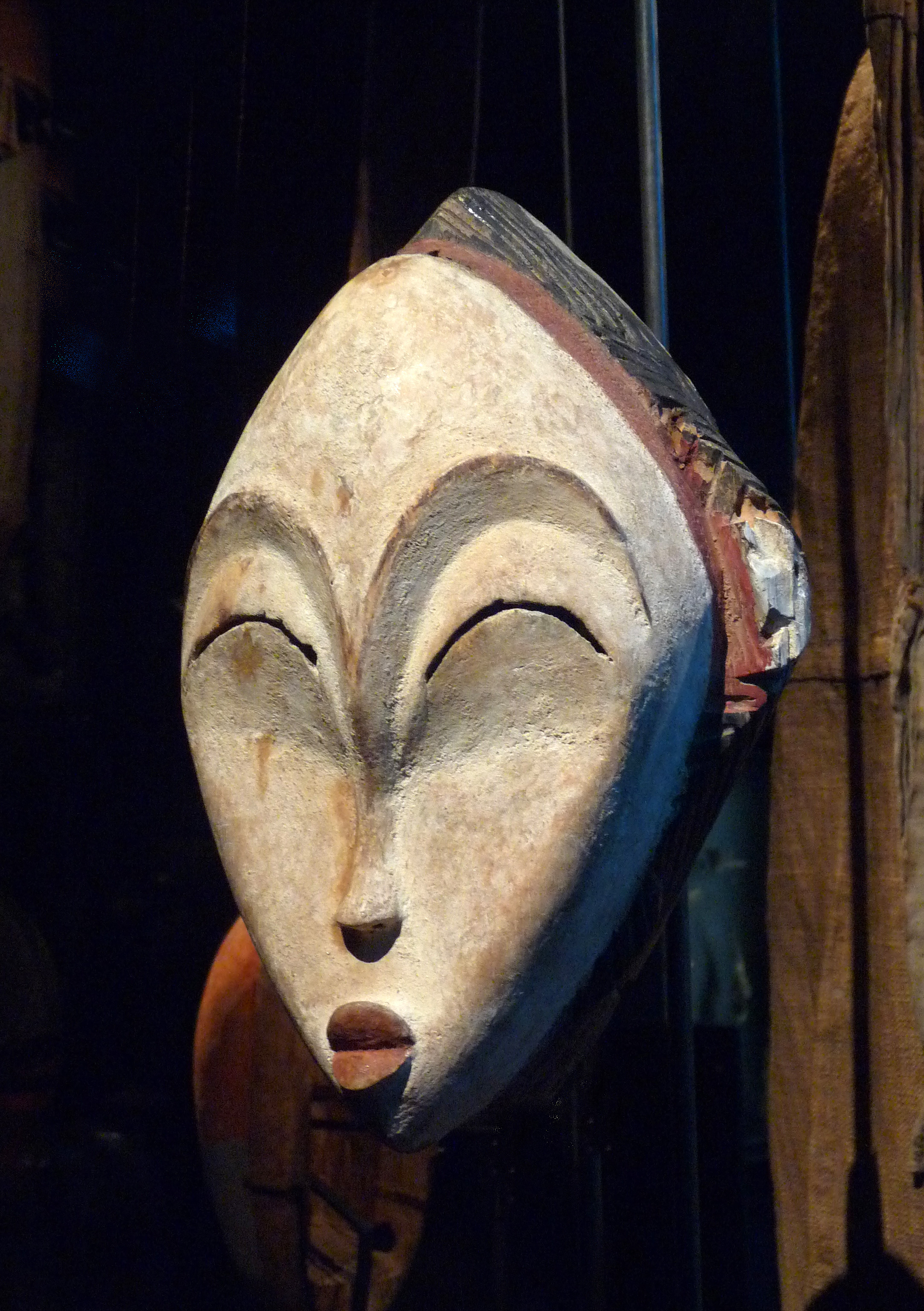
고령색으로 색을 들인 나무로 된 가면

아프리카의 미술 또는 니그로 아프리카는 흔히 '미술의 보고(寶庫)'라 불린다. 또한 북아메리카의 인디언이나 뉴기니어 원주민의 미술과 더불어 미개사회 미술의 백미(白眉)이다. 이것은 아마도 일찍이 문명의 영향을 받은 일이 적고 그들의 전통적인 사회에서 독자적으로 발효시킨 미주(美酒)였기 때문이다.
한 마디로 아프리카 미술이라 할지라도 아프리카에는 수많은 종족이 살고 있으며 각기의 종족들은 그 나름의 특징을 갖춘 미술을 만들어 내고 있다. 어떠한 종족은 왕국을 형성해 있으나 바로 이웃에는 그처럼 강력한 집권적인 정치조직을 갖지 못한 종족이 살고 있는가 하면 사막이나 밀림에는 채집 수렵민이 살고 있는 형세이다. 이와 같은 정치 내지 경제에 의한 차이점은 미술에도 반영된다. 서아프리카에서 17세기에 성립한 다호메 왕국은 전제적 군주국가였으며 이 왕국에는 궁정 직속의 미술가가 있었다. 일반 국민들과 인연이 먼 세습제의 특수한 집단을 형성하고 있어서 왕의 권위를 나타내고 왕의 선조의 영광을 칭송하는 작품을 만들어 내는 것을 임무로 삼고 있었다. 그 밖에도 궁정 장식용의 집기류(什器類)도 제작하였으나 특권이 비호하는 덕택으로 값진 재료를 사용하여 우수한 기술을 지닐 수 있었으므로 기교적으로는 대단히 뛰어난 것을 만들었다. 이러한 미술제작자의 집단은 베닌 왕국과 요루바 왕국 그리고 콩고의 여러 왕국에도 있었다. 이들 여러 왕국에서도 민중은 왕실의 미술과는 별도로 자기들의 미술을 만들고 있었다. 마리의 드곤족(族)에는 아와라고 하는 가면결사(假面結社)가 있었는데 이 가면은 '가면 제작 동료(同僚)'라 일컬어지는 조각가들이 만들었다. 부족(部族) 공통의 선조를 제사지내기 위하여 만들어지는 가면은 제작자가 개성적인 독창력을 발휘하는 것이 아니고 제사에 참가하는 모든 사람이 기대하는 것이 되지 않으면 안 된다. 이 때문에 작품을 향수(享受)하는 사람들은 결코 작가로부터 유리된 감상자가 아니고 간접적이기는 하지만 제작에 참가하고 있는 셈이다. 여기에 아프리카 미술이 현대 내지는 근대 문명사회의 미술작품에서 보는 바와 같은 작자의 개성 표현이라는 성격을 갖지 않고 고도의 양식화와 작품 그 자체의 실재감만을 구현하고 있는 이유가 있다. 또한 동일한 종족에는 강한 전통이 흘러 일양성(一樣性)을 보여 주는 데 대하여 다른 종족과의 사이에는 커다란 차이점을 인정할 수 있는 이유도 여기에 있다.

## 양식의 다양성
기니의 바가족(族)이 인간을 표현한 조각은 전후로 기다란 머리, 닭볏모양의 두발, 갈고리형의 코, 흉터를 표현했으리라고 생각되는 눈코 가장자리의 패임, 완만한 오목면으로 된 턱 밑, 머리 뒤로 바싹 붙어 있는 목이 특징으로 되어 있다. 바가족이 살던 곳의 동쪽인 시에라리온에서 산 멘디족의 가면은 앞뒤로 길어진 머리, 닭볏과 같은 두발, 턱밑의 오목한 면, 세장(細長)한 나뭇잎 모양의 눈 따위의 점에서는 바가족의 그것과 근사하지만 삼각형으로 가늘고 긴 이마, 갈고리 모양이 아닌 코, 굵은 목 따위 점에서 명백하게 바가족의 것과 구별된다.
기니만(灣)을 따라 동편에 인접한 라이베리아의 마노족의 가면은 또 틀린다. 역란형의 윤곽이 편평한 안면, 둥그스름하고 부푼 얼굴을 특징으로 한 가면이다. 이러한 가면에는 두 종류로 세분되어 있는데 그 하나는 눈이 속 파인 원통(圓筒)으로 돌출시켜 표현되어 있는 것과 나머지 하나는 눈을 가늘고 길게 짼 것이 있다. 이 두 종류의 눈의 표현은 동쪽 아이버리코스트 해안 서부의 단족과 게레족에게도 계승되어 있으며 단족의 경우에는 눈을 마치 반쯤 감은 것처럼 가늘고 길게 나타내는 방법으로 되어 있다.
단족이 살던 상아해안(象牙海岸)의 동북쪽 얼마간 내륙으로 들어간 곳에서 사는 바우레족의 가면에는 재미있는 것이 있는데 역란형(逆卵形)의 얼굴, 가늘고 길게 째진 눈과 부풀어 오른 이마라는 양식에 바가족에서 보는 목추형(木椎形)의 머리, 계관(鷄冠)모양의 두발이 뒤섞여 있다. 가늘게 찢어진 눈, 그 위에 좌우 대칭으로 반원을 그린 것 같은 눈썹, 하관이 빨린 긴 얼굴은 보다 도식화되어 상아해안(象牙海岸) 북부에 사는 세느포족의 조각에도 찾아볼 수 있다. 그러나 세느포족의 것에는 머리에 뿔이 나와 있든지 새나 뱀 따위를 붙인 가면이 많고 전체적으로 바우레의 조각보다 선이 굵고 구성도 대담하다.
세느포족의 대담한 선과 면으로 된 구성은 사실(寫實)을 무시하고 있다 하겠으나 이러한 요소는 오트 볼타의 사반나에 사는 보보족의 가면에 이르면 더욱 심하게 된다. 보보족의 대부분의 가면은 수모(樹毛)의 얼굴 덮개 위에 세우는 길고 평평한 널빤지에 검고 어두운 주홍이나 백색 등으로 기하학적인 문양(紋樣)을 채색한 것이 많다.
이러한 보보족의 미술양식은 삼림농경민인 바우레족의 리얼한 조각과는 현저한 차이가 있고, 니젤강(江) 유역의 반바라, 드곤 등 여러 종족의 추상적인 선과 면으로 구성된 조각에 오히려 가까운 것이다.
바우 조각에서 특징적인 얼굴 모양과 머리에 비하여 불균형하게 작은 직선적인 신체는 바우레족 동편에 있던 아샨티족 미술에서도 볼 수 있다.
그러나 다호메, 욜바, 베닌 제왕국(諸王國)의 가늘고 긴 레몬형의 눈, 콧방울이 팽팽한 코, 두꺼운 입술 등은 특징적인 일련의 양식과는 전혀 달라서 이러한 양식 사이에는 단절이 가로놓여 있다. 서아프리카 농경민사회의 조각을 예로 하여 니그로 아프리카 미술의 양식을 간단히 기술하였는데 이 기술에서 보는 바와 같이 종족에 따라서 양식의 연속 또는 단절이 있다는 사실을 알 수 있을 것이다. 실은 이 분야의 연구는 이제 시작했을 따름이어서 금후에 보다 정밀한 양식 내지 유형연구의 성과가 기대된다.

## 아프리카의 인상
사람을 본뜬 상에는 선조상(先造像), 왕과 같은 특정 인물의 기념상(記念像), 주술의 목적으로 만들어진 상 등이 있다.
선조상은 일반적으로 특정한 선조를 표현한 것이 아니고 집합적인 선조로서 표현되어 있다. 선조상을 만드는 근거에는 농작물의 결실 여하를 좌우하는 토지 숭배에 결부된 선조숭배의 신앙이 있으며 선조를 신변에 놓고서 현재의 생활을 보살펴 달라는 목적이 있었을 게다. 앞서 말한 왕국의 궁정 조각가들은 특정한 왕을 기념하는 상을 만들고 있다.
또한 왕의 권위를 상징하고 사회의 계급분화를 표현하는 일군의 인상(人像) 을 왕의 승창에 새긴 예도 있으며 같은 인상이라 할지라도 이렇게 되면 목적이 달라진다. 시간과 공간을 초월하여 세계 어느 곳을 물을 것 없이 볼 수 있는 것에 모자상 내지 지모신상(地母神像)이 있는데 아프리카의 여러 종족에서 아기를 무릎에 안고 젖을 물리고 있는 모상(母像)을 볼 수 있다. 이러한 상의 보편성은 일찍부터 지적되고 있으며 다산(多産)과 모자의 보건을 기원하기 위한 것이라 한다.
호부(護符), 집이나 재산의 수호자로서의 조상(彫像), 저주(詛呪)를 하기 위한 주상(呪像) 등 주술적인 조상(彫像)도 있다.